# رقصنده (فیلم ۲۰۱۶)
رقصنده (انگلیسی: The Dancer) یک فیلم درام زندگینامه‌ای موزیکال با نویسندگی و کارگردانی استفانی دی گوستو است که در سال ۲۰۱۶ منتشر شد. این فیلم برای نمایش در بخش جایزه برای کارهای نو و نگاهی نو جشنواره فیلم کن ۲۰۱۶ انتخاب شده است.

## بازیگران
- لی‌لی رز دپ،
- سکو،
- گاسپار اولیل،
- میلانی تیری،
- فرانسیس دامینز،
- لویی گارل
- ویلیام هوستون